# العلاقات السلوفينية القطرية
العلاقات السلوفينية القطرية هي العلاقات الثنائية التي تجمع بين سلوفينيا وقطر.

## مقارنة بين البلدين
هذه مقارنة عامة ومرجعية للدولتين:
| وجه المقارنة                                              | سلوفينيا                                                      | قطر           |
| --------------------------------------------------------- | ------------------------------------------------------------- | ------------- |
| المساحة (كم2)                                             | 20.27 ألف                                                     | 11.44 ألف     |
| عدد السكان (نسمة)                                         | 2.07 مليون                                                    | 2.64 مليون    |
| الكثافة السكانية (ن./كم²)                                 | 102.12                                                        | 230.77        |
| العاصمة                                                   | ليوبليانا                                                     | الدوحة        |
| اللغة الرسمية                                             | اللغة السلوفينية، اللغة الإيطالية، لغة مجرية                  | اللغة العربية |
| العملة                                                    | يورو، تولار سلوفيني                                           | ريال قطري     |
| الناتج المحلي الإجمالي (بليون دولار)                      | 48.77 مليار                                                   | 167.61 مليار  |
| الناتج المحلي الإجمالي (تعادل القوة الشرائية) بليون دولار | 66.01 مليار                                                   | 316.40 مليار  |
| الناتج المحلي الإجمالي الاسمي للفرد دولار أمريكي          | 20.73 ألف                                                     | 73.65 ألف     |
| الناتج المحلي الإجمالي للفرد دولار أمريكي                 | 30.40 ألف                                                     | 141.54 ألف    |
| مؤشر التنمية البشرية                                      | 0.880                                                         | 0.850         |
| رمز المكالمات الدولي                                      | +386                                                          | +974          |
| رمز الإنترنت                                              | .si                                                           | .qa           |
| المنطقة الزمنية                                           | توقيت وسط أوروبا، ت ع م+01:00، ت ع م+02:00، أوروبا/ليوبليانا ‏ | ت ع م+03:00   |

## منظمات دولية مشتركة
يشترك البلدان في عضوية مجموعة من المنظمات الدولية، منها:
| علم المنظمة | اسم المنظمة                               | تاريخ انضمام سلوفينيا | تاريخ انضمام قطر |
| ----------- | ----------------------------------------- | --------------------- | ---------------- |
|             | يونسكو                                    | 27 مايو 1992          | 27 يناير 1972    |
|             | وكالة ضمان الاستثمار متعدد الأطراف        | 19 مارس 1993          | 22 أكتوبر 1996   |
|             | الأمم المتحدة                             | 22 مايو 1992          | 21 سبتمبر 1971   |
|             | الاتحاد البريدي العالمي                   | ?                     | ?                |
|             | البنك الدولي للإنشاء والتعمير             | 25 فبراير 1993        | 25 سبتمبر 1972   |
|             | المنظمة الهيدروغرافية الدولية             | ?                     | ?                |
|             | الاتحاد الدولي للاتصالات                  | 16 يونيو 1992         | 27 مارس 1973     |
|             | منظمة حظر الأسلحة الكيميائية              | ?                     | ?                |
|             | مؤسسة التمويل الدولية                     | 25 فبراير 1993        | 11 أكتوبر 2008   |
|             | المركز الدولي لتسوية المنازعات الاستشارية | 6 أبريل 1994          | 20 يناير 2011    |
|             | منظمة التجارة العالمية                    | ?                     | ?                |
|             | منظمة الشرطة الجنائية الدولية             | ?                     | ?                |

## وصلات خارجية
- موقع وزارة الخارجية السلوفينية
- موقع وزارة الخارجية القطرية